# Johann Matthias Hase
Johann Matthias Hase, auch Johannes Hasius, Johann Haas und Johann Haase (* 14. Januar 1684 in Augsburg; † 24. September 1742 in Wittenberg), war ein deutscher Mathematiker, Astronom, Kartograph und historischer Geograph.

## Leben

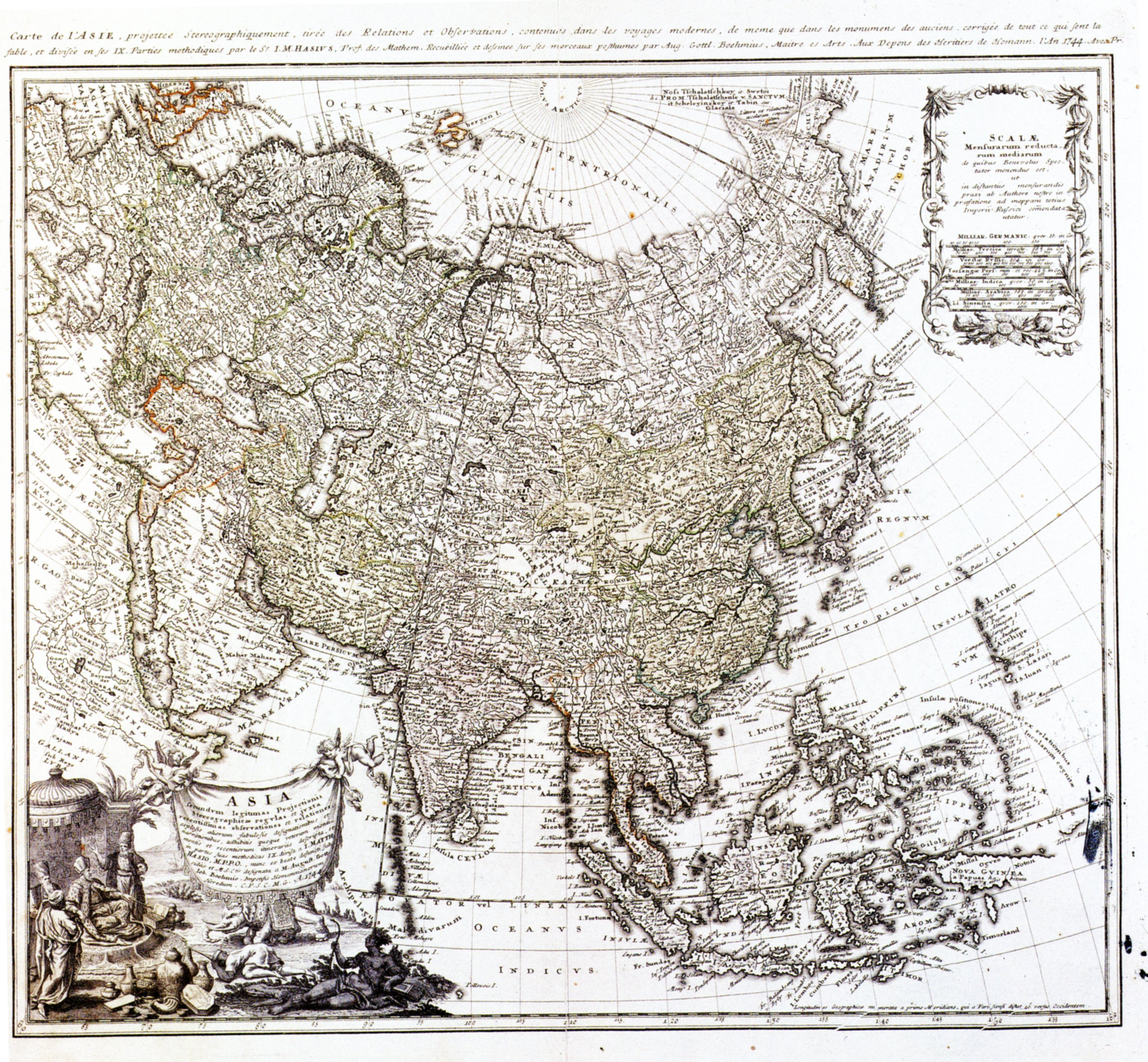
Asienkarte des Johann Matthias Hase, posthum 1744 veröffentlicht

Als Sohn eines Lehrers der Mathematik lernte Hase zunächst an seinem Geburtsort am St.-Anna-Gymnasium und wurde schon früh von seinem
Vater für die Mathematik begeistert. Er ging zunächst 1701 an die Universität Helmstedt, um sich der Mathematik unter Rudolf Christian Wagner (1671–1741) zu widmen, und wechselte 1704 an die Universität Leipzig, wo er sich bei Christian Wolff besonders mit der Algebra beschäftigte.
1707 erwarb er mit der Abhandlung Specimen algebrae ad artem fortificatoriam applicatae die philosophische Magisterwürde. Daraufhin begab er sich nach Augsburg, um als Lehrer tätig zu sein. Jedoch konnte er sich mit seinem mathematischen Unterricht nur kümmerlich über Wasser halten, so dass er schon daran dachte, sich der Theologie zu widmen. Bald aber kehrte er als Hofmeister zweier Augsburger Patrizier nach Leipzig zurück und konnte sich später als Adjunkt an der philosophischen Fakultät zunehmend mit Geographie, Astronomie und dem Kartenzeichnen beschäftigten.
Als man seinem einstigen Lehrer Christian Wolff in Halle (Saale) den Lehrstuhl für höhere Mathematik an der Universität Wittenberg anbot, lehnte dieser am 6. Mai 1715 ab und empfahl seinen einstigen Schüler Hase. In seiner Empfehlung sprach er sich dahingehend aus, dass wenn er nach Wittenberg ginge, bestimmt Hase seine Position an der Universität Halle einnähme und lobte dessen Lehrgabe für die „nützliche Mathematik“. So könne jener gründliche Anweisungen für Risse in der Zivil- und Militärbaukunst geben. Die Professur erhielt jedoch ein anderer. Als 1719 die Professur der niederen Mathematik an der Universität Wittenberg frei wurde, konnte Hase sich mit seiner Bewerbung durchsetzen und am 22. Januar 1720 seine ordentliche Professur antreten.
Kurz darauf am 27. Januar 1720 wurde er Adjunkt der philosophischen Fakultät. In Wittenberg präsentierte sich Hase als eine Person, die sich die Mathematik zur Lebensaufgabe gemacht hat. Seine Interessenlage machte keinen Unterschied zwischen höherer und niederer Mathematik, er schätzte aber eine praxisorientierte Lehre. In der Nennung der Geographie und des Handzeichnens deutet sich Hases eigentliche Bedeutung als Kartograph an.
Er hat „unter den Deutschen zuerst die Landkarten nach mathematischen und historischen Gründen zu verbessern angefangen.“ Seine Disputation Sciagraphia integri tractatus de constructione mapparum omnis generis (Leipzig 1717) weist nach, dass die „von ihm so genannte stereographische Horizontalprojektion“ den Vorzug größtmöglicher Ähnlichkeit hat. In Verbindung mit dem Nürnberger Homannschen Verlag schuf er eine Erdkarte Planiglobii terrestris mappa universalis (1746). „Sie enthält die Alte und die Neue Welt, sogar schon das westliche Australien als Nova Hollandia, und zwar mit richtiger Längen- und Breitengradangabe.“ Neben dieser Karte „veröffentlichte er auch Karten von Europa, Afrika, und einzelnen Ländern der Erde“ und hat so auf dem Gebiet der Kartographie Bedeutung erlangt.
Hase gebrauchte Chronologie und Geographie zur Erläuterung der Universalhistorie in seinen Werken Regni Davidici et Salomonaei descriptio geographica et historica (Nürnberg 1739), Phosphorus Historiarum vel Prodromus theatri summorum imperiorum (Leipzig 1742), und Historiae universalis politicae idea (Nürnberg 1743). Um seine Leistungen im historischen Fach zu würdigen, schlug ihn seine Fakultät 1742 noch vor den eigentlichen Denominandos für die Professur der Geschichte vor. Seine diesbezüglichen Schriften pflegte er mit Tabellen und Landkarten auszustatten. Er meinte, dass Geschichte so beschaffen sei, dass sie ohne geographische Darstellungen („Tabulae Geographicae“) nicht deutlich erklärt werden kann, und beklagte die Vernachlässigung geographischer Grundlehren bei den Historikern.
In seinem Phosphorus geschieht die Präsentation des Stoffes, nämlich des Gesamtzustandes der Reiche, wie im Schauspiel, weshalb im Titel die Bezeichnung (historisches) „Theater“ erscheint. Die Gliederung des Stoffes in 16 Kapitel ignoriert das traditionelle Schema der vier biblischen Monarchien. Hase hatte schon in einer akademischen Festrede am 30. April 1728 die Kontroverse über die Monarchien beiseitegelassen und erklärt, in dieser Sache Mathematicorum more zu verfahren.
Seine öffentlichen Vorlesungen hat Hase gelegentlich auf das Feld der höheren Mathematik ausgedehnt: auf Gnomonik 1723 und mathematische Geographie 1732, obwohl jene als ein „Appendix“ der Astronomie anzusehen ist und diese den „elementis sphaericis“ zugehört, wie aus Sacroboscos De sphaera klar zu ersehen sei. Insgesamt umfassten seine geographische Vorlesungen historisch-politische Geographie, sowohl des Heiligen Römischen Reiches als auch aller Erdteile, Geographie des modernen Deutschlands sowie mathematische und historische Geographie.
Während einer längeren Vakanz des historischen Lehrstuhls bot er 1740/41 universalgeschichtliche Vorlesungen unter Verwendung chronologischer Tafeln und geographischer Karten an. Als Rektor der Universität war er vom 1. Mai 1728 bis zum Wintersemester tätig. Um seine astronomischen Bestrebungen zu unterstützen, versuchte er eine Sternwarte an der Wittenberger Universität zu initiieren. 
Nach ihm ist der Mondkrater Hase und die Rimae Hase benannt.

## Genealogie
Genealogisch ist anzumerken, dass Hase die aus Zwickau stammende Rosimunde Sophia, die Tochter des Dr. med und Physicus in Zwickau Nicolas Götze und dessen Ehefrau Theodora Sophie (geb. Claubert), die später mit dem Superintendenten von Zwickau Christian Gotthelf Blumenberg verheiratet war, geheiratet hatte. Aus dieser Ehe sind folgende Kinder bekannt:
1. Christian Gotthilf Hase (* 6. November 1725 in Wittenberg)
2. Rosamunde Theodora Hase (* 28. November 1726 in Wittenberg)
3. Johann Gottfried Hase (* 1. Januar 1733 in Wittenberg)
4. Sophia Hedwig Hase (* 13. Januar 1736 in Wittenberg)
5. Karl August Hase (* 30. Mai 1737 in Wittenberg)
6. Matthias August Hase (* 20. Juni 1742 in Wittenberg; † 21. März 1771 in Wittenberg) starb als Adjunkt der philosophischen Fakultät Wittenberg und war Junggeselle

## Schriften und Dissertationsbetreuungen
- Specimen algebrae ad artem fortificatoriam applicatae. Magisterarbeit, Leipzig 1707
- Sciagraphia integri tractatus de constructione mapparum omnis generis, geographicarum, hydrographicarum et astronomicarum et in specie de projectionibus sphaerarum imprimis stereographica. Leipzig 1717
- Dissertatio physico-mathematica de tubis stentoreis, in qua de figura & constructione exponitur earum et auctorum qui de eis egerunt, sententiae explicantur ac momento suo ponderantur. Leipzig 1719
- Dissertatio De Tubis Stentoreis, Earumqve Forma Et Structura, Fundamenta Ejus Praxeos Exhibens / Qvam D.F.G. Pro Loco In Fac. Phil. Lips. Obtinendo Postrema Vice Disputaturus Ad Diem XVIII. Mart. MDCCXIX. Leipzig 1719
- Pithometriae sive doliorum mensurae theoria nova algebrae ope eruta et perfecta. 2 Bände Wittenberg 1723
- Dissertatio academica de nihilo mathematico et formulis affinibus harumque in specie illis, quibus nihilo minores quantitates exprimuntur. Wittenberg 1727
- Dissertatio Mathematica De Pulchritudine Architectonica Prior. Wittenberg 1727
- Phosphorus historiarum, vel prodromus theatri summorum imperiorum : hoc est, historiae politicae universalis partis potioris et principalis, sistens recensionem, catalogos, vel si mavis, sciagraptiam, aut tabulas principum vel imperantium in illis imperiis, etiamque ... quis eisdem connexis, una cum enumeratione ditionum geographica. Leipzig 1728
- Laudatio funebris ..., Leichenrede auf Christiane Eberhardine von Brandenburg-Bayreuth, Wittenberg 1728
- De Quantitatis Et Unitatis Arithmeticae Vera Notione. Wittenberg 1732
- Disputatio Mathematica In Qua Doctrinam De Effectu Lentium Simplicium Tam Extra Oculum Quam In Oculo Ope Algebrae Expeditiorem Redditam Sub Praesidio ... Wittenberg 1735
- Africa Secundum legitimas Projectionis Stereographicae regulas et juxta recentissimas relationes et observationes in subsidium vocatis quoquo veterum Leonis Africani Nubiensis Geographi et aliorum monumentis et eliminatis fabulosis aliorum desiganationibus pro praesenti statu ejus aptius exhibita; Cum Privil. S. C. M. nec non S. R. M. Polon. et Elect. Sax. Nürnberg 1737 (Digitalisat)
- Regni Davidici et Salomonaei descriptio geographica et historica. Nürnberg 1739
- Imperii Russici et Tatariae Universae tam majoris et Asiaticae, qvam minoris et Europaeae Tabvla. Norib., 1739 (Digitalisat)
- De Magnitudine Comparata Et Determinata Urbium : Quae Propter Ipsam Mangnitudinem Celebres Habentur Potissimum In Antiquitate ... Consideratione Quorundam Operum Veterum Ex Magnificentissimis. 1739
- Phosphorus Historiarum vel Prodromus theatri summorum imperiorum. Leipzig 1742
- Evropa : in partes suas X Methodicas a primariis regnis denominata secundum divisa fidem recentissimarum observationum Mathematicarum et Historicarum, et exhibita secundum legitimas projectionis Stereographis leges = L'Evrope Divise'e en ses X Principales Parties, Cum Priv. Sac. Caes. Majest. Grat. / a Ioh. Matth. Hasio, I. M. Seeligmann sc. Nor., sculp., I. C. Reinsperger sculpsit. Nürnberg 1743
- Europa : Secundum legitimas Projectionis Stereographicae regulas et juxta recentissimas observationes aeque ac relationes. 1743 (Digitalisat)
- Circvli Sveviae Mappa = Le Cercle de Svabe / ex subsidijs Michalianis delineata & a D.no I. M. Hasio M. P. P. quo ad accuratam singulorum Statuum determinationem emendata & ad L L. magis legitimae project reducta. Opus summi Geographi posthumum, & adjuncta Tabula explanatoria editum opera Homannianorum Heredum. Nürnberg 1743
- Karte von dem russischen Reich und der grossen so wohl als kleinen crimischen Tartarey : nebst dem Entwurff einer Erklärung darüber abgefasset und der unüberwindlichsten und großmächtigsten Kaiserin Anna decidirt Nürnberg 1738 „Historiae universalis politicae idea“. Nürnberg 1743, Nachdruck Stuttgart 1976
- Asia : secundum legitimas Projectionis Stereographicae regulas et juxta recentissimas observation. et relationes . [Nürnberg] : Impensis Homannianorum Hered., A. 1744 (Digitalisat)
- Planiglobii terrestris mappa universalis. 1746 (Digitalisat)
- Dvcatvs Silesiae Tabvla Altera Svperiorem Silesiam = La Haute Silesie, qui comprend les Principautes de Neise, de Munsterberg, de Iaegerndorf, de Troppau, d' Oppeln, de Ratibor, de Teschen; Cum Priv. Sac. Cæs. Maj. / exhibens ex mappa Hasiana majore desumta & excusa per Homannianos Heredes. Nürnberg 1746
- Americae mappa generalis. [Noribergae] : Homannianis Heredibus, A. 1746 (Digitalisat)
- Dvcatvs Silesiae Tabvla Geographica Prima Inferiorem Eivs Partem, seu Novem Principatvs, quorum insignia hic adjecta sunt, secundum statum recentissimium complectens = La Basse Silesiae qui comprend les Principautes de Schweidnitz, de Iaer, de Glogau, de Breslau, die Liegnitz, de Brieg, de Wolau, de Oels & de Sagan / Ad mentem Hasiani avtographi majoris legitime delineata et edita curis Homann. Heredum. Nürnberg nach 1750
- Descriptio geographico-historica regni Davidici et Salomonei cum delineatione Syriae et Aegypti : juncta est urbium maximarum veterum et recentiorum comparatio, multis mappis geographicis et ichnographicis adornata Nürnberg 1754
- Seconde Feuille Du Theatre De La Guerre Entre Les Russes Et Les Turcs, a Francfort sur le Mein, 1770 (Digitalisat)
- Circuli Sueviae 1748 Nachdruck Stuttgart 1989